# 地理情報科学
地理情報科学（ちりじょうほうかがく、英語: Geographic Information Science）とは、地理情報を研究対象として使用する科学のことである。

## 定義
地理情報科学を提唱したGoodchild (1992)では、地理情報科学は定義されていない。学術団体によりはじめて定義されたのは、1999年に開催されたアメリカ国立科学財団のワークショップのときであった。
定義の方法としては、地理情報システムをもとに地理情報科学を定義する方法、関連分野を統合する科学として地理情報科学を定義する方法、研究内容から地理情報科学を定義する方法、地理情報システムが行う処理内容をもとに定義する方法などが挙げられる。

## 歴史
1990年代に、地理情報システムを学問として扱うとする流れができてきた。1992年に、マイケル・フランク・グッドチャイルドにより地理情報科学が提唱された。
国家地理情報分析センター（NCGIA）は1990年代の地理情報システムの研究を牽引し、学術研究の拠点となった。また1999年の
Center for Spatially Integrated Social Science (CSISS)の設立後は、社会科学や行動科学でも地理情報システムを応用した研究を模索していった。
GIS関係の学術雑誌でも、Scienceを含む名称への変更のほか、新たな学術雑誌の創刊もなされた。地理情報科学に関する国際会議も開催されるようになった。
地理情報科学の発展の結果、大学でも地理情報科学を取り扱うカリキュラムが整備されるようになってきた。NCGIAは1990年に「地理情報システムのコアカリキュラム」（NCGIA Core Curriculum in GISystems）を公開し、世界的な影響を与えているが、2000年は「地理情報科学のコアカリキュラム」（NCGIA Core Curriculum in GIScience）となっており、GISを学問として扱うようになっていることが確認できる。
また、地理情報科学大学連合も地理情報科学の発展に大きく関わっている。
日本では、1990年代末に東京大学空間情報科学研究センターが設置され、地理情報科学の研究を牽引してきた。

## 関連分野
関連分野として、地理学、情報科学、計算幾何学、地図学、測量学・測地学・リモートセンシング学、認知心理学、データサイエンスなどが挙げられる。